# 間々田八幡宮
間々田八幡宮（ままだはちまんぐう）は栃木県小山市間々田にある神社。旧社格は村社。

## 祭神
- 誉田別命
- 息長帯姫命

## 歴史
創建は天平年間（729年～749年）と伝えられる。
939年（天慶2年）、平将門討伐の為、藤原秀郷が戦勝を祈願。乱を平定したのち、このご神徳への恩返しとして神田を奉納した。以降、この一帯は飯田（まんまだ）と呼ばれるようになったという。
1189年（文治5年）には、奥州藤原氏討伐に向かう源頼朝が参拝。境内に松を植える。この松は「頼朝手植えの松」として氏子に守られてきたが、1905年（明治39年）に枯死した。
江戸時代には朝廷より日光に遣わされた例幣使が道中必ず参拝する習わしとなっていたという。

## 境内
敷地面積は約二万坪におよび、一部が「間々田八幡公園」として整備されている。
本殿・拝殿
江戸時代の享和年間（1801年～1804年）に失火により焼失。その約50年後の1851年（嘉永4年）に再建された。再建は日光東照宮の改修に携わった職人たちが行ったとされ、社殿の内外に彫刻が見られる。
芭蕉句碑
「古池や　蛙飛びこむ　水の音」の句が刻まれている。1853年（嘉永6年）に地元の名士によって奉納された。
頼朝手植えの松（三代目）
源頼朝が植えたとされる初代の松は1905年（明治39年）に枯死してしまったため、現在の松は新たに植えられたものである。
土俵
秋の例大祭で奉納子供相撲が行われる。かつては大相撲の地方巡業が行われていた。映画「シコふんじゃった」や「テルマエ・ロマエⅡ」のロケ地となっている。
弁天池
ジャガマイタの蛇が水呑みの儀を行う。
この他合社殿や御輿舎、ひょうたん池、社務所などがある。

## 祭礼行事

### 間々田のじゃがまいた
毎年5月5日に行われる。田植えの時期を前に五穀豊穣や疫病退散を祈願する祭りである。この祭りは各町内ごとに小・中学生が竹・藁・フジツルなどで作った長さ20メートルにもおよぶ竜頭蛇体の作り物をもって「ジャーガマイタ、ジャガマイタ」と声を出しながら各町内を練り歩く祭りである。2011年（平成23年）に国の選択無形民俗文化財に選択され、さらに2019年（平成31年）に重要無形民俗文化財に指定された。

## 文化財

### 重要無形民俗文化財
- 間々田のじゃがまいた

### 小山市指定天然記念物
- 間々田八幡宮のコナラ
- 間々田八幡宮のスギ

## 所在地
栃木県小山市間々田2330